# Trabajo 3.0
Se denomina Trabajo 3.0 (en inglés: work 3.0 ; en francés: travail 3.0) a la modalidad de trabajo desarrollada exclusivamente en línea, y basada en las plataformas de gestión de trabajo y negocios ofrecidas por las tecnologías de la información y la comunicación (TIC), herramientas colaborativas que permiten la gestión del trabajo a distancia.
El 'Trabajo 3.0' implica cambios en el mercado laboral tradicional: particulares y empresas pueden contratar trabajadores en cualquier lugar del mundo, y el trabajador no necesita acudir a una oficina, sino que puede hacer su trabajo desde cualquier ordenador o dispositivo móvil que posea conexión a internet y el software adecuado para desarrollar su trabajo.
'Trabajo 3.0' y Web 3.0 son términos íntimamente ligados. El término '3.0' se utiliza para describir la evolución más actual en el uso de internet y de las formas de interacción en la web, en comparación con el llamado '2.0'.

## Similitudes y diferencias entre los conceptos de Trabajo 3.0 y Teletrabajo
El teletrabajador y el trabajador 3.0 realizan su trabajo en forma remota utilizando las nuevas tecnologías de la información y la comunicación. La diferencia radica en que el trabajador 3.0 es además su propio jefe, y decide dónde, cómo y cuándo trabajar. Puede establecerse un paralelismo entre el trabajador 3.0 y el trabajador freelance en línea.

## Herramientas
La modalidad de Trabajo 3.0 viene dada por la implementación de herramientas que permiten su desarrollo desde cualquier lugar del planeta:
- Herramientas de almacenaje online: permiten el acceso a la información almacenada desde cualquier lugar con acceso a Internet (por ejemplo, Dropbox, SkyDrive).
- Herramientas de comunicación: múltiples plataformas que permiten chats y videollamadas gratuitas (por ejemplo, Skype, Windows Live Messenger).
- Herramientas de gestión del tiempo: permiten gestionar los tiempos de trabajo y acceder a anotaciones a través de la nube (por ejemplo, Evernote, Wunderlist).
- Herramientas para el pago y cobro en garantía: estos sistemas, también conocidos como Escrow, permite realizar pagos y cobros desde y hacia cualquier lugar del mundo (por ejemplo: PayPal, Skrill).
- Plataformas de trabajo 3.0: puntos de encuentro entre empresas y profesionales que deciden trabajar con esta modalidad, facilitando pagos y con un sistema de reputación en línea (por ejemplo: Freelancer).

## Ventajas y desventajas del Trabajo 3.0
Las ventajas y desventajas del Trabajo 3.0 son similares a las enumeradas para el Teletrabajo. Entre ellas, se destacan:

### Para el trabajador

#### Ventajas
- Se trata de un trabajo basado en la meritocracia. Deja de importar la ubicación geográfica del trabajador y su capacidad de acceso a un lugar físico de trabajo.
- El trabajador 3.0 organiza sus tiempos, y trabaja por objetivos. Basa su productividad en proyectos definidos en el tiempo para varios clientes a la vez.
- Mayor posibilidad de balancear la vida profesional y la familiar.
- Ahorro en costes de traslado a la oficina.

#### Desventajas
- Necesidad de una gran autodisciplina y organización.
- Posible sensación de aislamiento, al no pertenecer a un grupo físico de trabajo.
- Posible desconfianza del trabajador ante la eventual necesidad de realizar quejas o reclamos, por la dificultad o imposibilidad de trasladarse físicamente a la sede de la empresa o contratante.

### Para la empresa

#### Ventajas
- Al eliminarse las barreras geográficas, la empresa puede elegir entre un mayor número de profesionales.
- Ahorro de costes en infraestructura y personal.
- Mayor flexibilidad para adaptarse a los picos de trabajo y a los cambios que pueda sufrir el mercado.
- no paga accidentes de trabajo

#### Desventajas
- Imposibilidad de controlar al trabajador físicamente
- Dificultad para motivar al trabajador.

## El futuro del Trabajo 3.0
Según un estudio del Gobierno americano, se espera que en el año 2020 el 40% de la población ya sean trabajadores 3.0.
En 2012 se generaron más de 6 millones de puestos de trabajo en línea, que representaron cerca de un billón de dólares en trabajos realizados a través de la Web.